# Tipula shomio
Tipula shomio är en tvåvingeart som beskrevs av Alexander 1921. Tipula shomio ingår i släktet Tipula och familjen storharkrankar. Inga underarter finns listade i Catalogue of Life.